# Пикульник узколистный
Пику́льник узколи́стный (лат. Galeopsis angustifolia) — вид цветковых растений рода Пикульник (Galeopsis) семейства Губоцветные (Lamiaceae). Внешне очень похож на Пикульник ладанниковый (Galeopsis ladanum), между этими видами имеются переходные формы.

## Ботаническое описание

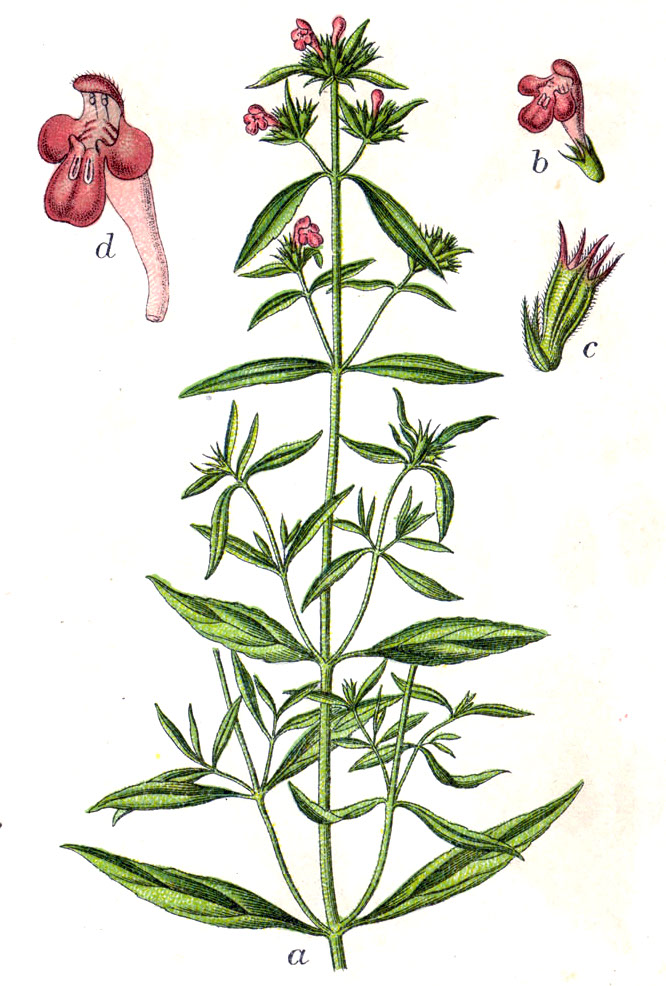

### Вегетативные органы
Одно- или двулетнее травянистое растение высотой 10—40 см. Стебель прямостоячий, как правило, с очень длинными ответвлениями, массивный, часто сжатый с боков, как правило, покрыт красным опушением и железистыми волосками.
Листья (особенно прицветники) обычно линейные, слегка опушённые, 2—5 мм шириной, сужающиеся к концу, на очень коротком черешке. Края листьев слегка зазубренные (до 4 зубцов с каждого края).

### Генеративные органы

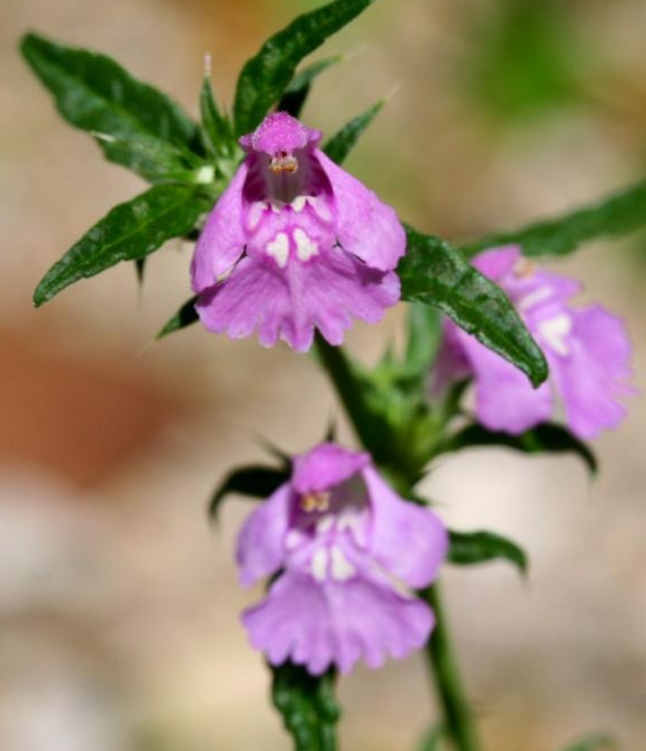
Цветки

Цветки расположены более или менее густо. Чашечка с плотным пушистым опушением. Венчик пурпурный, около 2 см длиной, приблизительно в 3 раза длиннее чашечки. Нижняя губа с жёлтым пятном с пурпурной обводкой.
Цветение с июня по октябрь.
Плод — орешек длиной около 2,5 мм.

## Распространение  и местообитание
Пикульник узколистный встречается в Испании, Северных Балканах, Центральной и Северной Европе.
Растёт как сорняк на каменистых насыпях, вдоль железных дорог, на лугах и пастбищах. Предпочитает тёплые, сухие, более или менее богатые известью почвы.

## Охрана
Вид находится под угрозой исчезновения, его численность сильно сократилась за последние 60 лет из-за применения гербицидов и удобрений. Другим фактором, повлиявшим на численность вида, было применение новой техники осенней посадки.